# The Best of Me Tour
The Best of Me Tour  è il tour musicale a supporto dell'album raccolta di successi The Best of Me, pubblicato nel Novembre 1999 dal cantante rock canadese Bryan Adams.
Nel gennaio del 2000 dal Canada prende il via il The Best of Me Tour, continuo del precedente White Elephant Tour, il tour del nuovo millennio. Come nel precedente White Elephant Tour la band è composta da tre elementi: Adams, Keith Scott e Mickey Curry.

## Registrazioni
Nel corso del tour le 2 date presso il Budokan di Tokyo vengono registrate live il 15 giugno e il 16 2000. L'album Live at the Budokan, che viene distribuito nel giugno 2003, contiene sia un DVD del concerto dal vivo, e un CD con quindici delle canzoni registrate durante le due serate.
Il 26 agosto del 2000 viene registrato un video live presso Slane Castle in Irlanda, allo spettacolo che vede Bryan Adams headliner partecipa Melanie C, con la quale duetta in When You're Gone; Live at Slane Castle include le canzoni (Everything I Do) I Do It for You,  Cuts Like a Knife, Summer of '69, 18 Till I Die, Run to You e altre canzoni. Al concerto partecipano circa 70.000 spettatori.
Nel maggio 2001 ha registrato il concerto di Mumbai, il titolo dell'album è Do to You What You Do to Me (Live in Mumbai), ed è stato pubblicato in esclusiva per l'India.

## The Best of Me Tour 2000 / 2001 - (date)
| Numero | Data     | Luogo                                                                | Bandiera                       | Nazione               |
| ------ | -------- | -------------------------------------------------------------------- | ------------------------------ | --------------------- |
| 1      | 04/01/00 | Metro Centre, Halifax, NS                                            | Canada (bandiera)              | Canada                |
| 2      | 05/01/00 | Civic Center, Charlottetown, PEI                                     | Canada (bandiera)              | Canada                |
| 3      | 06/01/00 | Coliseum, Moncton, Nuovo Brunswick                                   | Canada (bandiera)              | Canada                |
| 4      | 08/01/00 | NAC, Ottawa, Ontario                                                 | Canada (bandiera)              | Canada                |
| 5      | 09/01/00 | NAC, Ottawa, Ontario                                                 | Canada (bandiera)              | Canada                |
| 6      | 10/01/00 | Hamilton Place, Hamilton, Ontario                                    | Canada (bandiera)              | Canada                |
| 7      | 11/01/00 | Massey Hall, Toronto, Ontario                                        | Canada (bandiera)              | Canada                |
| 8      | 12/01/00 | Massey Hall, Toronto, Ontario                                        | Canada (bandiera)              | Canada                |
| 9      | 13/01/00 | St Denis Theatre, Montréal, Québec                                   | Canada (bandiera)              | Canada                |
| 10     | 14/01/00 | St Denis Theatre, Montréal, Québec                                   | Canada (bandiera)              | Canada                |
| 11     | 15/01/00 | Archamblaut De Ville Of Anjou, Montréal, Québec                      | Canada (bandiera)              | Canada                |
| 12     | 17/01/00 | Centennial Concert Hall, Winnipeg, Manitoba                          | Canada (bandiera)              | Canada                |
| 13     | 18/01/00 | Centre Of The Arts, Regina, Saskatchewan                             | Canada (bandiera)              | Canada                |
| 14     | 19/01/00 | Jubilee Auditorium, Edmonton, Alberta                                | Canada (bandiera)              | Canada                |
| 15     | 20/01/00 | Jack Singer Hall, Calgary, Alberta                                   | Canada (bandiera)              | Canada                |
| 16     | 22/01/00 | Skyreach Place, Kelowna, BC                                          | Canada (bandiera)              | Canada                |
| 17     | 24/01/00 | Queen Elizabeth Theatre, Vancouver, BC                               | Canada (bandiera)              | Canada                |
| 18     | 25/01/00 | Queen Elizabeth Theatre, Vancouver, BC                               | Canada (bandiera)              | Canada                |
| 19     | 29/01/00 | 'Wetten Dass' TV Show, Lipsia                                        | Germania (bandiera)            | Germania              |
| 20     | 06/02/00 | Toronto                                                              | Canada (bandiera)              | Canada                |
| 21     | 26/02/00 | Cairns Convention Centre, Cairns                                     | Australia (bandiera)           | Australia             |
| 22     | 28/02/00 | Entertainment Centre, Brisbane                                       | Australia (bandiera)           | Australia             |
| 23     | 01/03/00 | Melbourne Park, Melbourne                                            | Australia (bandiera)           | Australia             |
| 24     | 02/03/00 | Melbourne Park, Melbourne                                            | Australia (bandiera)           | Australia             |
| 25     | 04/03/00 | Entertainment Centre, Wollongong                                     | Australia (bandiera)           | Australia             |
| 26     | 05/03/00 | Royal Theatre, Canberra                                              | Australia (bandiera)           | Australia             |
| 27     | 06/03/00 | Sydney Dance Company Photo Shoot, Sydney                             | Australia (bandiera)           | Australia             |
| 28     | 07/03/00 | Sydney Entertainment Centre, Sydney                                  | Australia (bandiera)           | Australia             |
| 29     | 08/03/00 | Sydney Entertainment Centre, Sydney                                  | Australia (bandiera)           | Australia             |
| 30     | 09/03/00 | Newcastle Entertainment Centre, Newcastle                            | Australia (bandiera)           | Australia             |
| 31     | 11/03/00 | Adelaide Entertainment Centre, Adelaide                              | Australia (bandiera)           | Australia             |
| 32     | 13/03/00 | Perth Entertainment Centre, Perth                                    | Australia (bandiera)           | Australia             |
| 33     | 24/03/00 | Brixton Academy, Londra                                              | -                              | Regno Unito           |
| 34     | 31/03/00 | State Theatre, Minneapolis                                           | Stati Uniti (bandiera)         | Stati Uniti d'America |
| 35     | 01/04/00 | Riverside Theatre, Milwaukee                                         | Stati Uniti (bandiera)         | Stati Uniti d'America |
| 36     | 02/04/00 | Rosemont Theatre, Chicago                                            | Stati Uniti (bandiera)         | Stati Uniti d'America |
| 37     | 03/04/00 | State Theatre, Detroit                                               | Stati Uniti (bandiera)         | Stati Uniti d'America |
| 38     | 04/04/00 | Shae's Performing Arts Center, Buffalo                               | Stati Uniti (bandiera)         | Stati Uniti d'America |
| 39     | 05/04/00 | Palace Theatre, Cleveland                                            | Stati Uniti (bandiera)         | Stati Uniti d'America |
| 40     | 07/04/00 | Orpheum Theatre, Boston                                              | Stati Uniti (bandiera)         | Stati Uniti d'America |
| 41     | 08/04/00 | Tower Theatre, Upper Darby, Filadelfia                               | Stati Uniti (bandiera)         | Stati Uniti d'America |
| 42     | 05/05/00 | Hotel Vancouver, Vancouver                                           | Canada (bandiera)              | Canada                |
| 43     | 06/05/00 | Beale Street Festival, Memphis, TN                                   | Stati Uniti (bandiera)         | Stati Uniti d'America |
| 44     | 07/05/00 | Sunfest, Palm Beach                                                  | Stati Uniti (bandiera)         | Stati Uniti d'America |
| 45     | 09/05/00 | Count Basie Theatre, Red Bank, NJ                                    | Stati Uniti (bandiera)         | Stati Uniti d'America |
| 46     | 10/05/00 | Count Basie Theatre, Red Bank, NJ                                    | Stati Uniti (bandiera)         | Stati Uniti d'America |
| 47     | 11/05/00 | Mid Hudson Civic Center, Poughkeepsie, NY                            | Stati Uniti (bandiera)         | Stati Uniti d'America |
| 48     | 12/05/00 | Tower Theatre, Upper Darby, Filadelfia                               | Stati Uniti (bandiera)         | Stati Uniti d'America |
| 49     | 13/05/00 | Post Gazette Pavillion, Burgettstown, PA                             | Stati Uniti (bandiera)         | Stati Uniti d'America |
| 50     | 15/05/00 | Apple Masters, San Jose                                              | Stati Uniti (bandiera)         | Stati Uniti d'America |
| 51     | 29/05/00 | TOTP's Live, Sheffield Arena, Sheffield                              | -                              | Regno Unito           |
| 52     | 01/06/00 | Dancestar 2000 Awards, Alexandra Palace, Londra                      | -                              | Regno Unito           |
| 53     | 15/06/00 | Budokan, Tokyo                                                       | Giappone (bandiera)            | Giappone              |
| 54     | 16/06/00 | Budokan, Tokyo                                                       | Giappone (bandiera)            | Giappone              |
| 55     | 17/06/00 | Rainbow Hall, Nagoya                                                 | Giappone (bandiera)            | Giappone              |
| 56     | 19/06/00 | Marine Messe, Fukuoka                                                | Giappone (bandiera)            | Giappone              |
| 57     | 20/06/00 | Castle Hall, Osaka                                                   | Giappone (bandiera)            | Giappone              |
| 58     | 21/06/00 | Yokohama Arena, Yokohama                                             | Giappone (bandiera)            | Giappone              |
| 59     | 06/07/00 | Amsterdam Arena, Amsterdam                                           | Paesi Bassi (bandiera)         | Paesi Bassi           |
| 60     | 07/07/00 | Schlossplatz, Coburg                                                 | Germania (bandiera)            | Germania              |
| 61     | 09/07/00 | Party In The Park, Hyde Park, Londra                                 | -                              | Regno Unito           |
| 62     | 13/07/00 | Stoppelmarkt, Vechta                                                 | Germania (bandiera)            | Germania              |
| 63     | 14/07/00 | City Square, Rankweil                                                | Germania (bandiera)            | Germania              |
| 64     | 15/07/00 | Volksfestplatz, Ingolstadt                                           | Germania (bandiera)            | Germania              |
| 65     | 18/07/00 | Schloss, Lugwigslust                                                 | Germania (bandiera)            | Germania              |
| 66     | 19/07/00 | Gerry Weber Stadion, Westfalen, Halle                                | Germania (bandiera)            | Germania              |
| 67     | 20/07/00 | Ice Stadium, Remich                                                  | Lussemburgo (bandiera)         | Lussemburgo           |
| 68     | 21/07/00 | Reitstadion, Herborn                                                 | Germania (bandiera)            | Germania              |
| 68     | 22/07/00 | Frankenstadion, Heilbronn                                            | Germania (bandiera)            | Germania              |
| 69     | 23/07/00 | Bowling Green (Kurhaus), Wiesbaden                                   | Germania (bandiera)            | Germania              |
| 70     | 24/07/00 | Berlin Arena, Berlino                                                | Germania (bandiera)            | Germania              |
| 71     | 04/08/00 | Ibiza                                                                | Spagna (bandiera)              | Spagna                |
| 72     | 20/08/00 | Sopot Festival, Sopot                                                | Polonia (bandiera)             | Polonia               |
| 73     | 26/08/00 | Slane Castle, Dublino                                                | Irlanda (bandiera)             | Irlanda               |
| 74     | 29/09/00 | Shepards Bush Empire, Londra - (special guest concerto di Melanie C) | -                              | Regno Unito           |
| 75     | 20/10/00 | Elton John Gig, Madison Square Garden, New York, NY                  | Stati Uniti (bandiera)         | Stati Uniti d'America |
| 76     | 21/10/00 | Elton John Gig, Madison Square Garden, New York, NY                  | Stati Uniti (bandiera)         | Stati Uniti d'America |
| 77     | 24/10/00 | St Petersburg Arena, San Pietroburgo                                 | Russia (bandiera)              | Russia                |
| 78     | 26/10/00 | Kremlin Palace, Mosca                                                | Russia (bandiera)              | Russia                |
| 79     | 27/10/00 | National Palace, Kiev                                                | Ucraina (bandiera)             | Ucraina               |
| 80     | 29/10/00 | Romaero Hanger, Bucarest                                             | Romania (bandiera)             | Romania               |
| 81     | 30/10/00 | DOM Sportova1, Zagabria                                              | Croazia (bandiera)             | Croazia               |
| 82     | 02/11/00 | Wembley Stadium, Londra                                              | -                              | Regno Unito           |
| 83     | 20/11/00 | Tennis Stadium, Dubai                                                | Emirati Arabi Uniti (bandiera) | Emirati Arabi Uniti   |
| 84     | 21/11/00 | The Club, Abu Dhabi                                                  | Emirati Arabi Uniti (bandiera) | Emirati Arabi Uniti   |
| 85     | 25/11/00 | Forum De Beyrouth, Beirut                                            | Libano (bandiera)              | Libano                |
| 86     | 01/12/00 | Skyreach Place, Kelowna, BC                                          | Canada (bandiera)              | Canada                |
| 87     | 02/12/00 | Multiplex, Prince George                                             | Canada (bandiera)              | Canada                |
| 89     | 03/12/00 | Crystal Centre, Grand Prairie                                        | Canada (bandiera)              | Canada                |
| 90     | 05/12/00 | Cranbrook Arena, Cranbrook, BC                                       | Canada (bandiera)              | Canada                |
| 91     | 06/12/00 | Enmax Centre, Lethbridge                                             | Canada (bandiera)              | Canada                |
| 92     | 07/12/00 | Agridome, Regina, Saskatchewan                                       | Canada (bandiera)              | Canada                |
| 93     | 08/12/00 | Saskatchewan Place, Saskatoon                                        | Canada (bandiera)              | Canada                |
| 94     | 09/12/00 | Centrium, Red Deer, Alta                                             | Canada (bandiera)              | Canada                |
| 95     | 19/01/01 | Playhouse Theatre, Edimburgo                                         | -                              | Regno Unito           |
| 96     | 20/01/01 | Playhouse Theatre, Edimburgo                                         | -                              | Regno Unito           |
| 97     | 21/01/01 | Caird Theatre, Dundee                                                | -                              | Regno Unito           |
| 98     | 06/02/01 | Le Colisee, Rimouski, Québec                                         | Canada (bandiera)              | Canada                |
| 99     | 07/02/01 | Le Colisee, Québec, Québec                                           | Canada (bandiera)              | Canada                |
| 100    | 08/02/01 | Le Centre Georges-Vezina, Chicoutimi, Québec                         | Canada (bandiera)              | Canada                |
| 101    | 09/02/01 | Palais Des Sports, Sherbrooke, Québec                                | Canada (bandiera)              | Canada                |
| 102    | 10/02/01 | Molson Centre, Barrie, Ontario                                       | Canada (bandiera)              | Canada                |
| 103    | 12/02/01 | Sports Centre, Sarnia, Ontario                                       | Canada (bandiera)              | Canada                |
| 104    | 13/02/01 | Auditorium, Kitchener, Ontario                                       | Canada (bandiera)              | Canada                |
| 105    | 14/02/01 | Memorial Centre, Peterborough, Ontario                               | Canada (bandiera)              | Canada                |
| 106    | 15/02/01 | Memorial Centre, Kingston, Ontario                                   | Canada (bandiera)              | Canada                |
| 107    | 16/02/01 | Bayshore Centre, Owen Sound, Ontario                                 | Canada (bandiera)              | Canada                |
| 108    | 17/02/01 | Memorial Gardens, North Bay, Ontario                                 | Canada (bandiera)              | Canada                |
| 109    | 29/03/01 | Memorial Auditorium, Lowell, MA                                      | Stati Uniti (bandiera)         | Stati Uniti d'America |
| 110    | 30/03/01 | Warner Theatre, Torrington, CT                                       | Stati Uniti (bandiera)         | Stati Uniti d'America |
| 111    | 31/03/01 | State Theatre, Easton, PA                                            | Stati Uniti (bandiera)         | Stati Uniti d'America |
| 112    | 01/04/01 | Warner Theatre, Washington                                           | Stati Uniti (bandiera)         | Stati Uniti d'America |
| 113    | 02/04/01 | Palace Theatre, Albany, NY                                           | Stati Uniti (bandiera)         | Stati Uniti d'America |
| 114    | 03/04/01 | F.M. Kirby Centre, Wilkes-Barre, PA                                  | Stati Uniti (bandiera)         | Stati Uniti d'America |
| 115    | 04/04/01 | Broom County Forum, Binghamton, NY                                   | Stati Uniti (bandiera)         | Stati Uniti d'America |
| 116    | 05/04/01 | Warner Theatre, Erie, PA                                             | Stati Uniti (bandiera)         | Stati Uniti d'America |
| 117    | 06/04/01 | Trump Marina, Atlantic City, NJ                                      | Stati Uniti (bandiera)         | Stati Uniti d'America |
| 118    | 07/04/01 | Trump Marina, Atlantic City, NJ                                      | Stati Uniti (bandiera)         | Stati Uniti d'America |
| 119    | 08/04/01 | State Theatre, New Brunswick, NJ                                     | Stati Uniti (bandiera)         | Stati Uniti d'America |
| 120    | 04/05/01 | Palace Grounds, Bangalore                                            | India (bandiera)               | India                 |
| 121    | 06/05/01 | N.S.E. Grounds, Goregaen, Mumbai                                     | India (bandiera)               | India                 |
| 122    | 09/05/01 | Gulf Hotel, Manam                                                    | Bahrein (bandiera)             | Bahrein               |
| 123    | 10/05/01 | Hotel Incontinental, Oman                                            | Oman (bandiera)                | Oman                  |
| 124    | 24/07/01 | Hardrock Hotel, Las Vegas                                            | Stati Uniti (bandiera)         | Stati Uniti d'America |
| 125    | 26/07/01 | Frontier Days, Cheyenne                                              | Stati Uniti (bandiera)         | Stati Uniti d'America |
| 126    | 27/07/01 | Shrine Auditorium, Billings                                          | Stati Uniti (bandiera)         | Stati Uniti d'America |
| 127    | 28/07/01 | State Fair, Minot, ND                                                | Stati Uniti (bandiera)         | Stati Uniti d'America |
| 128    | 29/07/01 | State Fair, Great Falls                                              | Stati Uniti (bandiera)         | Stati Uniti d'America |
| 129    | 23/08/01 | Prehen Fields, Derry                                                 | Irlanda (bandiera)             | Irlanda               |
| 130    | 25/08/01 | Victoria Embankment, Nottingham                                      | -                              | Regno Unito           |
| 131    | 28/08/01 | Nidaro Hall, Trondheim                                               | Norvegia (bandiera)            | Norvegia              |
| 132    | 29/08/01 | Bergen Theatre, Bergen                                               | Norvegia (bandiera)            | Norvegia              |
| 133    | 31/08/01 | Parkland, Viborg                                                     | Danimarca (bandiera)           | Danimarca             |
| 134    | 01/09/01 | Amphitheatre, Horsens                                                | Danimarca (bandiera)           | Danimarca             |
| 135    | 04/09/01 | Stadtpark, Amburgo                                                   | Germania (bandiera)            | Germania              |
| 136    | 05/09/01 | Xanten Amphitheatre                                                  | Germania (bandiera)            | Germania              |
| 137    | 07/09/01 | St. Jacob Stadium, Basilea                                           | Svizzera (bandiera)            | Svizzera              |
| 138    | 10/11/01 | Charity Show, Francoforte                                            | Germania (bandiera)            | Germania              |
| 139    | 11/11/01 | Charity Show, Francoforte                                            | Germania (bandiera)            | Germania              |
| 140    | 12/11/01 | Forest National, Bruxelles                                           | Belgio (bandiera)              | Belgio                |
| 141    | 13/11/01 | Heineken Music Hall, Amsterdam                                       | Paesi Bassi (bandiera)         | Paesi Bassi           |
| 142    | 14/11/01 | Unterfrankenhalle, Aschaffenburg                                     | Germania (bandiera)            | Germania              |
| 143    | 15/11/01 | Forum, Bamberga                                                      | Germania (bandiera)            | Germania              |
| 144    | 03/12/01 | Hallenstadion, Zurigo                                                | Svizzera (bandiera)            | Svizzera              |
| 145    | 04/12/01 | Halle Munsterland, Münster                                           | Germania (bandiera)            | Germania              |
| 145    | 07/12/01 | Messehalle, Friedrichshafen                                          | Germania (bandiera)            | Germania              |
| 146    | 09/12/01 | Sportpaleis, Anversa                                                 | Belgio (bandiera)              | Belgio                |
| 147    | 10/12/01 | Sachsenarena, Riesa                                                  | Germania (bandiera)            | Germania              |
| 148    | 11/12/01 | Ostseehalle, Kiel                                                    | Germania (bandiera)            | Germania              |
| 149    | 13/12/01 | VW-Halle, Braunschweig                                               | Germania (bandiera)            | Germania              |
| 150    | 14/12/01 | Rheinhalle, Düsseldorf                                               | Germania (bandiera)            | Germania              |
| 151    | 15/12/01 | Zwickau                                                              | Germania (bandiera)            | Germania              |
| 152    | 16/12/01 | Bank Austria Halle, Vienna                                           | Austria (bandiera)             | Austria               |
| 153    | 30/12/01 | Aladdin Hotel and Casino, Las Vegas, NV                              | Stati Uniti (bandiera)         | Stati Uniti d'America |
| 154    | 31/12/01 | Fiesta Bowl Block Party, Tempe, AZ                                   | Stati Uniti (bandiera)         | Stati Uniti d'America |

## Band di supporto
- Bryan Adams - Basso, Cantante
- Keith Scott - Chitarra solista
- Mickey Curry - Batteria

## Lista delle canzoni
La setlist di Bryan Adams in concerto presso Slane Castle:
- Back to You
- 18 til I Die
- Can't Stop This Thing We Started
- Summer of '69
- It's Only Love
- (Everything I Do) I Do It for You
- Cuts Like a Knife
- Have You Ever Really Loved a Woman?
- When You're Gone

(with Melanie C)
- Into the Fire
- She's Only Happy When She's Dancin'
- I'm Ready
- Heaven
- Before the Night Is Over
- Blues Jam
- The Only Thing That Looks Good on Me Is You

Encore:
- Don't Give Up

(with Chicane)
- Cloud #9

(with Chicane)
- Somebody
- Run to You
- The Best of Me
- Please Forgive Me

### Lista delle canzoni -Budokan, Tokyo
La setlist di Bryan Adams in concerto presso la Nippon Budokan a Tokyo il 16 giugno 2000 :
- How Do Ya Feel Tonight
- Back to You
- 18 til I Die
- Can't Stop This Thing We Started
- Summer of '69
- It's Only Love
- Fits Ya Good
- (Everything I Do) I Do It for You
- Getaway
- I Don't Wanna Live Forever
- Cuts Like a Knife
- When You're Gone
- Have You Ever Really Loved a Woman?
- Into the Fire
- Remember
- I'm Ready
- You're Still Beautiful to Me
- Heaven
- Before the Night Is Over
- Blues Jam
- The Only Thing That Looks Good on Me Is You
- Cloud #9
- Somebody
- Run to You
- Please Forgive Me
- The Best of Me